# Eva-Christina Mäkeläinen
Eva-Christina Mäkeläinen (nascida em 1935) é uma diplomata finlandesa, licenciada em Ciências Sociais e doutora em Filosofia. Serviu como vice-directora do Departamento de Protocolo do Ministério das Relações Externas de 1976 a 1980. Foi embaixadora em Atenas de 1980 a 1985, em Copenhaga de 1985 a 1990 e em Viena e Ljubljana entre 1995 e 1998.